# Monument de Hermel
Le monument de Hermel, aussi appelé la pyramide de Hermel (en arabe : قمع الهرمل), est situé au Liban, dans le nord de la plaine de la Beqaa.
Il s'agit d'un monument funéraire qui ne devait pas contenir de corps, puisqu’aucune ouverture n’a été percée. Il est construit autour de 100 av. J.-C., et prend la forme de 2 cubes superposés dominés par une pyramide, le tout atteignant les 25 mètres de haut.
Seule une partie des blocs originaux a pu être conservé, le reste (les blocs de pierre plus clairs) sont ceux qui ont été installés au moment de la restauration du monument.

## Les décors
Sur ses 4 faces, l’étage inférieur est orné de bas-reliefs en assez mauvais état de conservation. Ces sculptures figurent des scènes de chasse, au sanglier, au cerf, aux ours et aux loups.
L’étage médian est, lui, simplement orné de pilastres doriques. Cette association, entre des reliefs représentant des scènes de chasse, un thème typiquement oriental, et un décor de pilastres montre ainsi les transferts entre les cultures grecque et orientale au cours de la période hellénistique.